# Balajūk
Balajūk (persiska: بلجوک) är en ort i Iran.   Den ligger i provinsen Västazarbaijan, i den nordvästra delen av landet, 700 km väster om huvudstaden Teheran. Balajūk ligger 2 216 meter över havet och antalet invånare är 742.
Terrängen runt Balajūk är lite bergig. Runt Balajūk är det ganska tätbefolkat, med 75 invånare per kvadratkilometer. Balajūk är det största samhället i trakten. Trakten runt Balajūk består i huvudsak av gräsmarker.